# Consell Superior d'Esports
El Consell Superior d'Esports o Consejo Superior de Deportes (CSD, per les sigles en espanyol) és un Organisme Autònom de l'Administració General de l'Estat espanyol enquadrat a la Presidència del Govern espanyol.

## Història
El CSD es crea per mitjà del Decret 2258/1977, del 27 d'agost i és un hereu directe de la Delegació Nacional d'Esports, creada el 1941, essent dependent de la Secretaria General del Moviment.
Les seves competències essencials es van definir en la Llei 13/1980, del 31 de març, anomenada General de la Cultura Física i de l'Esport, i més tard en la norma que la va substituir: la Llei 10/1990, del 15 d'octubre, de l'Esport.

### Dependència orgànica
- Ministeri de Cultura i Benestar (1977-1990).
- Ministeri d'Educació i Ciència (1990-1996).
- Ministeri d'Educació i Cultura (1996-2000).
- Ministeri d'Educació, Cultura i Esports (2000-2004).
- Ministeri d'Educació (2004-2009).
- Presidència del Govern espanyol (2009-2011).
- Ministeri d'Educació, Cultura i Esports (2011- Actualitat).

## Funcions
Segons l'article 8 de la Llei de l'Esport (Ley del Deporte), les competències del CSD són les següents:
| «                                                        | (castellà) Son competencias del Consejo Superior de Deportes las siguientes: 1. Autorizar y revocar de forma motivada la constitución y aprobar los estatutos y reglamentos de las Federaciones deportivas españolas. 2. Reconocer, a los efectos de esta Ley, la existencia de una modalidad deportiva. 3. Acordar, con las Federaciones deportivas españolas sus objetivos, programas deportivos, en especial los del deporte de alto nivel, presupuestos y estructuras orgánicas y funcional de aquéllas, suscribiendo al efecto los correspondientes convenios. Tales convenios tendrán naturaleza jurídico-administrativa. 4. Conceder las subvenciones económicas que procedan, a las Federaciones Deportivas y demás Entidades y Asociaciones Deportivas, inspeccionando y comprobando la adecuación de las mismas al cumplimiento de los fines previstos en la presente Ley. 5. Calificar las competiciones oficiales de carácter profesional y ámbito estatal. 6. Promover e impulsar la investigación científica en materia deportiva, de conformidad con los criterios establecidos en la Ley de Fomento y Coordinación General de la Investigación Científica y Técnica. 7. Promover e impulsar medidas de prevención, control y represión del uso de sustancias prohibidas y métodos no reglamentarios, destinados a aumentar artificialmente la capacidad física de los deportistas o a modificar los resultados de las competiciones. 8. Actuar en coordinación con las Comunidades Autónomas respecto de la actividad deportiva general, y cooperar con las mismas en el desarrollo de las competencias que tienen atribuidas en sus respectivos estatutos. 9. Autorizar o denegar, previa conformidad del Ministerio de Asuntos Exteriores, la celebración en territorio español de competiciones deportivas oficiales de carácter internacional, así como la participación de las selecciones españolas en las competiciones internacionales. 10. Coordinar con las Comunidades Autónomas la programación del deporte escolar y universitario, cuando tenga proyección nacional e internacional. 11. Elaborar y ejecutar, en colaboración con las Comunidades Autónomas y, en su caso, con las Entidades Locales, los planes de construcción y mejora de instalaciones deportivas para el desarrollo del deporte de alta competición, así como actualizar, en el ámbito de sus competencias, la normativa técnica existente sobre este tipo de instalaciones. 12. Elaborar propuestas para el establecimiento de las enseñanzas mínimas de las titulaciones de técnicos deportivos especializados. Asimismo le corresponde colaborar en el establecimiento de los programas y planes de estudio relativos a dichas titulaciones, reconocer los centros autorizados para impartirlos, e inspeccionar el desarrollo de los programas de formación en aquellas Comunidades Autónomas que no hayan asumido competencias en materia de educación. 13. Autorizar los gastos plurianuales de las Federaciones deportivas españolas en los supuestos reglamentariamente previstos, determinar el destino del patrimonio neto de aquéllas en caso de disolución, controlar las subvenciones que les hubiera otorgado y autorizar el gravamen y enajenación de sus bienes inmuebles, cuando éstos hayan sido financiados total o parcialmente con fondos públicos del Estado. 14. Actualizar permanentemente el censo de instalaciones deportivas en colaboración con las Comunidades Autónomas. 15. Autorizar la inscripción de las Sociedades Anónimas Deportivas en el Registro de Asociaciones Deportivas, con independencia de su inscripción en los registros de las Comunidades Autónomas correspondientes. 16. Autorizar la inscripción de las Federaciones deportivas españolas en las correspondientes Federaciones deportivas de carácter internacional. 17. Colaborar en materia de medio ambiente y defensa de la naturaleza con otros organismos públicos con competencias en ello y con las Federaciones, especialmente relacionadas con aquéllos. 18. Cualquier otra facultad atribuïda legal o reglamentariamente que contribuya a la realización de los fines y objetivos señalados en la presente Ley. | (català) Són competències del Consell Superior d'Esports les següents: 1. Autoritzar i revocar de forma motivada la constitució i aprovar els estatuts i reglaments de les . 1. Reconèixer, als efectes d'aquesta Llei, l'existència d'una modalitat esportiva. 2. Acordar, amb les Federacions esportives espanyoles els seus objectius, programes esportius, en especials els de l'esport d'alt nivell, pressupostos i estructures orgànica i funcional d'aquelles, subscrivint a l'efecte els corresponents convenis. Tals convenis tendran naturalesa jurídic-administrativa. 3. Concedir les subvencions econòmiques que procedeixin, a les Federacions esportives i d'altres entitats i associacions esportives, inspeccionant i comprovant l'adequació de les mateixes al compliment dels fins previstos en la present Llei. 4. Qualificar les competicions oficials de caràcter professional i àmbit estatal. 5. Promoure i impulsar la investigació científica en matèria esportiva, de conformitat amb els criteris establerts a la Llei de foment i coordinació general de la investigació científica i tècnica. 6. Promoure i impulsar mesures de prevenció, control i repressió de l'ús de substàncies prohibides i mètodes no reglamentaris, destinats a augmentar artificialment la capacitat física dels esportistes o a modificar els resultats de les competicions. 7. Actuar en coordinació amb les Comunitats autònomes respecte de l'activitat esportiva general, i cooperar amb les mateixes en el desenvolupament de les competències que tenen atribuïdes en els seus respectius Estatuts. 8. Autoritzar o denegar, prèvia conformitat del Ministeri d'Afers Exteriors, la celebració en territori espanyol de competicions esportives oficials de caràcter internacional, així com la participació de les seleccions espanyoles en les competicions internacionals. 9. Coordinar amb les Comunitats Autònomes la programació de l'esport escolar i universitari, quan aquest tingui projecció nacional i internacional. 10. Elaborar i executar, en col·laboració amb les Comunitats Autònomes i, en el seu cas, amb les entitats locals, els plans de construcció i millora de les instal·lacions esportives pel desenvolupament de l'esport d'alta competició, així com actualitzar, en l'àmbit de les seves competències, la normativa tècnica existent sobre aquest tipus d'instal·lacions. 11. Elaborar propostes per l'establiment dels ensenyaments mínim de les titulacions de tècnics esportius especialitzats. Així mateix li correspon col·laborar en l'establiment dels programes i els plans d'estudi relatius a aquestes titulacions, reconèixer els centres autoritzats per impartir-los, i inspeccionar el desenvolupament dels programes de formació en aquelles Comunitats Autònomes que no hagin assumit competències en matèria d'educació. 12. Autoritzar les despeses plurianuals de les Federacions esportives espanyoles en els suposats reglamentàriament previstos, determinar el destí del patrimoni net d'aquestes en cas de dissolució, controlar les subvencions que els haguessin estat atorgades i autoritzar el gravamen i alienació dels seus béns immobles, quan aquests hagin estat finançats totalment o parcial amb fons públics de l'Estat. 13. Actualitzar permanentment el cens de les instal·lacions esportives en col·laboració amb les Comunitats Autònomes. 14. Autoritzar la inscripció de les societats anònimes esportives en el Registre d'Associacions Esportives, inscriure l'adquisició i l'alienació de participacions significatives en el seu accionariat i autoritzar l'adquisició dels seus valors en els termes senyalats a l'article 22.2. 15. Autoritzar la inscripció de les Federacions esportives espanyoles en les corresponents Federacions esportives de caràcter internacional. 16. Col·laborar en matèria de medi ambient i defensa de la natura amb altres organismes públics amb competències i amb les Federacions, especialment relacionades amb aquells. 17. Qualsevol altra facultat atribuïda elegantment o reglamentària que persegueixi el compliment dels fins i objectius senyalats en la present norma. -Traduït del castellà | » |
| — Corts Generals Espanyoles , Documento BOE-A-1990-25037 | | |   |

## Llista de presidents del CSD/Secretaris d'Estat per l'Esport
| President                      | Període         |
| ------------------------------ | --------------- |
| Benito Castejón Paz            | 1977-1980       |
| Jesús Hermida Cebreiro         | 1980-1982       |
| Romà Cuyàs i Sol               | 1982-1987       |
| Javier Gómez Navarro           | 1987-1993       |
| Rafael Cortés Elvira           | 1993-1996       |
| Pedro Antonio Martín Marín     | 1996-1998       |
| Santiago Fisas Ayxelá          | 1998-1999       |
| Francisco Villar García-Moreno | 1999-2000       |
| Juan Antonio Gómez-Angulo      | 2000-2004       |
| Jaime Lissavetzky Díez         | 2004-2011       |
| Albert Soler Sicilia           | 2011            |
| Miguel Cardenal Carro          | 2012-Actualitat |

## Llista de Directors Generals
| - Director General d'Infraestructures Esportives - Alfonso Luengo Álvarez-Santullano (2011-2012) - Matilde García Duarte (2009-2011) - María Dolores Molina de Juan (2008-2009) - Inmaculada Martín-Caro Sánchez (2004-2008) - Carlos Blanco Bravo (2000-2003) - Miguel Ángel García Recio (1999-2000) - Ignacio Ayuso Canals (1996-1999) - Gonzalo Fernández Rodríguez (1995-1996) - Eduardo Blanco Pereira (1994-1995) - José Luis Blanco Velasco (1994) - Benito Ramos Ramos (1991-1994) - Tomás Alberdi Alonso (1988-1991) | - Director General d'Esports - Ana Muñoz Merino (2013-Actualitat) - David Villaverde Page (2012-2013) - Matilde García Duarte (2011-2012) - Albert Soler Sicilia (2008-2011) - Manuel Fonseca de la Llave (2007-2008) - Rafael Blanco Perea (2004-2007) - Guillermo Jesús Jiménez Ramos (2000-2004) - Eugenio López Álvarez (1999-2000) - Eduardo Ayuso Canals (1998-1999) - Santiago Fisas Ayxelá (1996-1998) - Alfonso Arroyo Lorenzo (1994-1996) - Manuel Fonseca de la Llave (1993-1994) - Rafael Cortés Elvira (1987-1993) |